# Euhesma endeavouricola
Euhesma endeavouricola là một loài Hymenoptera trong họ Colletidae. Loài này được Strand mô tả khoa học năm 1921.